# Morven Hill
Morven Hill är ett berg i Storbritannien. Det ligger i kommunen Highland och riksdelen Skottland, i den norra delen av landet, 800 km norr om huvudstaden London. Toppen på Morven Hill är 706 meter över havet.
Terrängen runt Morven Hill är kuperad söderut, men norrut är den platt. Morven Hill är den högsta punkten i trakten. Runt Morven Hill är det mycket glesbefolkat, med 2 invånare per kvadratkilometer. Närmaste större samhälle är Helmsdale, 13,2 km söder om Morven Hill. Trakten runt Morven Hill består i huvudsak av gräsmarker.